# Abarema killipii
Abarema killipii é uma espécie de legume da família das Leguminosae nativa da Colômbia e Ecuador.

## Sinônimos
- Pithecolobium killipii (Britton & Killip) C.Barbosa
- Punjuba killipii Britton & Rose